# Sghaïr Ould M'Bareck
Sghaïr Ould M'Bareck (arabisch الصغير ولد مبارك, DMG aṣ-Ṣuġayyir walad Mubārak oder اصغير ولد مبارك / Aṣġayyir walad Mubārak; * 1954) ist ein mauretanischer Politiker. Von 2003 bis 2005 war er zwei Jahre lang Premierminister von Mauretanien.

## Leben
Sghaïr Ould M'Bareck entstammt der Ethie der Haratin oder „schwarzen Mauren“, die bis zur Abschaffung der Sklaverei in Mauretanien 1980 eine Kaste von Sklaven und Leibeigenen waren. Er stieg beruflich vom Gerichtsschreiber zum Justizminister auf. Am 6. Juli 2003 wurde er von Präsident Maaouya Ould Sid’Ahmed Taya zum Premierminister ernannt und am 12. November 2003 im Amt bestätigt. Er ist der Nachfolger von Cheikh El Avia Ould Mohamed Khouna. Sghaïr Ould M'Bareck ist der erste Haratin, der dieses hohe Amt erreichen konnte. Seine Ernennung wurde als Versuch der Regierung gesehen, die Menschenrechte und Gleichheit unter den zweieinhalb Millionen Einwohnern des Landes zu fördern und die Chancen des Präsidenten auf Wiederwahl zu erhöhen.
Am 7. August 2005 trat Sghaïr Ould M'Bareck infolge des Putsches vom 3. August zurück, sein Nachfolger wurde Sidi Mohamed Ould Boubacar.